# Mroczna Wieża VII: Mroczna Wieża
Mroczna Wieża (ang. The Dark Tower) – siódmy w kolejności wydawania tom ośmioczęściowego cyklu powieści o tym samym tytule autorstwa Stephena Kinga, opublikowany przez wydawnictwo Donald M. Grant w 2004 roku.
Inspiracją dla serii był poemat Roberta Browninga Sir Roland pod Mroczną Wieżą stanął.
Powieść zdobyła nagrodę British Fantasy Award w 2005 roku.

## Wydanie polskie
Powieść tę wydawano w Polsce czterokrotnie. Pierwsze polskie wydanie ukazało się w 2006 roku nakładem wydawnictwa Albatros; liczyło 764 strony (ISBN 83-7359-217-2). To samo wydawnictwo wznowiło książkę w 2008; liczyło 768 stron (ISBN 978-83-7359-603-0). Na styczeń 2012 roku planowane jest kolejne wznowienie powieści. Wydawnictwo przygotowane przez Świat Książki ukazało się w 2007 roku, licząc 767 stron (ISBN 83-247-0417-5). Autorem przekładu do wszystkich wyżej wymienionych wydań jest Zbigniew A.Królicki.